# Exocentrus freyi
Exocentrus freyi là một loài bọ cánh cứng trong họ Cerambycidae.